# Pavel Kohout (écrivain)
Pour les articles homonymes, voir Kohout.
Pavel Kohout, né le 20 juillet 1928 à Prague, est un écrivain, dramaturge et poète tchécoslovaque puis tchèque.

## Biographie
Membre du Parti communiste tchécoslovaque, il devient — après le Printemps de Prague — opposant au régime et il est l’un des signataires de la Charte 77. Il est alors expulsé vers l’Autriche.
Il obtient le prix de l'État autrichien pour la littérature européenne en 1975.

## Œuvres traduites en français
- Günter Grass. Pavel Kohout. Lettres par-dessus la frontière [« Briefe uber die Grenze »], trad. de Richard Denturck, Paris, Christian Bourgois Éditeur, 1969, 157 p. (BNF 33064405)
- Journal d’un contre-révolutionnaire [« Aus dem Tagebuch eines Konterrevolutionärs »], trad. de Pierre Daix, Paris, Christian Bourgois Éditeur, 1971, 335 p. (BNF 35176433)
- Auguste, Auguste, Auguste [« August, August, August »], trad. de Philippe Adrien, Paris, Christian Bourgois Éditeur, 1971, 119 p. (BNF 37017150)
- L’Homme qui marchait au plafond [« Bilá kniha o cause Adam Juráček,...kontra Sir Isaac Newton,… »], trad. de la version allemande par Dagmar et Georges Daillant, Paris, Éditions Julliard, 1972, 340 p. (BNF 35213409)
- Guerre au troisième étage [« »], adapt. d’Henry Bergerot, Paris, L’avant scène, 1977, 14 p. (BNF 39768166)
- Pauvre assassin [« Ubohý vrah »], adapt. de Jean Jourdheuil et Heinz Schwarzinger, Paris, L’avant scène, 1978, 50 p. (BNF 38855438)
- L’Exécutrice [« Katyně »], trad. de Milena Braud et Walter Weideli, Paris, Albin Michel, coll. « Les grandes traductions », 1979, 377 p.  (ISBN 2-226-00900-0)
- Incendie au sous-sol [« Požár v suterénu »], adapt. d’Heinz Schwarzinger, Paris, L’avant scène, 1981, 57 p. (BNF 39002144)
- L’Heure étoilée du meurtrier [« Hvězdná hodina vrahů » - « Sternstunde der Mörder »], trad. d’Isabelle Hausser, Paris, Éditions de Fallois, 2000, 396 p.  (ISBN 2-87706-387-9) - rééd. Folio, 2011